# Neivamyrmex carolinensis
Neivamyrmex carolinensis (лат.) — вид кочевых муравьёв рода Neivamyrmex из подсемейства Ecitoninae (Formicidae).

## Распространение
Новый Свет: Северная Америка (США, Мексика).

## Описание
Мелкие и средних размеров кочевые муравьи, длина тела рабочих 3—4 мм (самки 9—13 мм, крылатые самцы от 9 до 9,25 мм). Основная окраска желтовато-коричневая. Усики рабочих 12-члениковые. Нижнечелюстные щупики 2-члениковые, нижнегубные щупики состоят из 2—3 сегментов. Мандибулы треугольные. Глаза отсутствуют или редуцированы до нескольких фасеток. Оцеллии и усиковые бороздки отсутствуют.  Коготки лапок простые без дополнительных зубцов на вогнутой поверхности. Проподеум округлый, без зубцов. Дыхальца заднегруди расположены в верхнебоковой её части или около средней линии проподеума. Голени средних и задних ног с одной гребенчатой шпорой. Стебелёк между грудкой и брюшком у рабочих состоит из двух члеников. Жало развито.
Ведут кочевой образ жизни. Постоянных гнёзд не имеют, кроме временных бивуаков. Колонии включают дo 50000 рабочих муравьёв

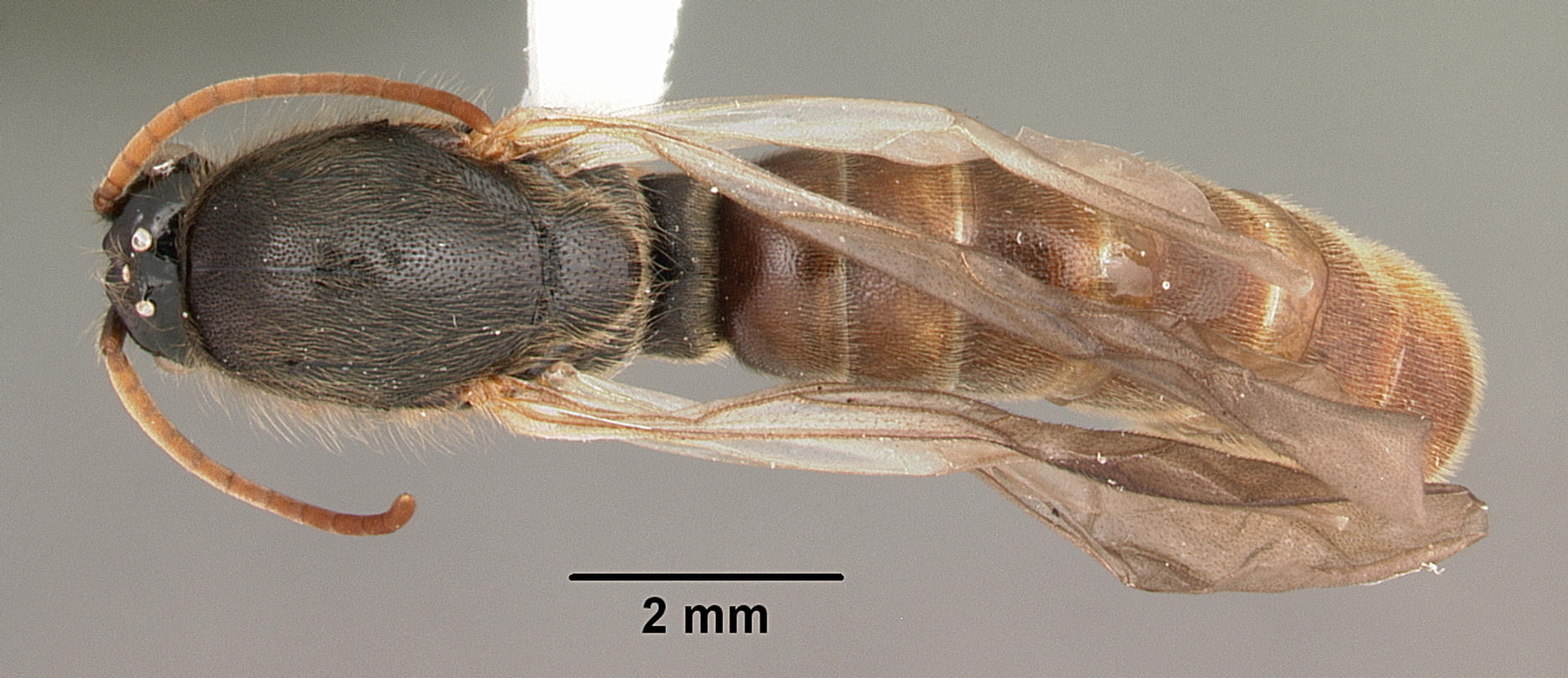
Самец (сверху)
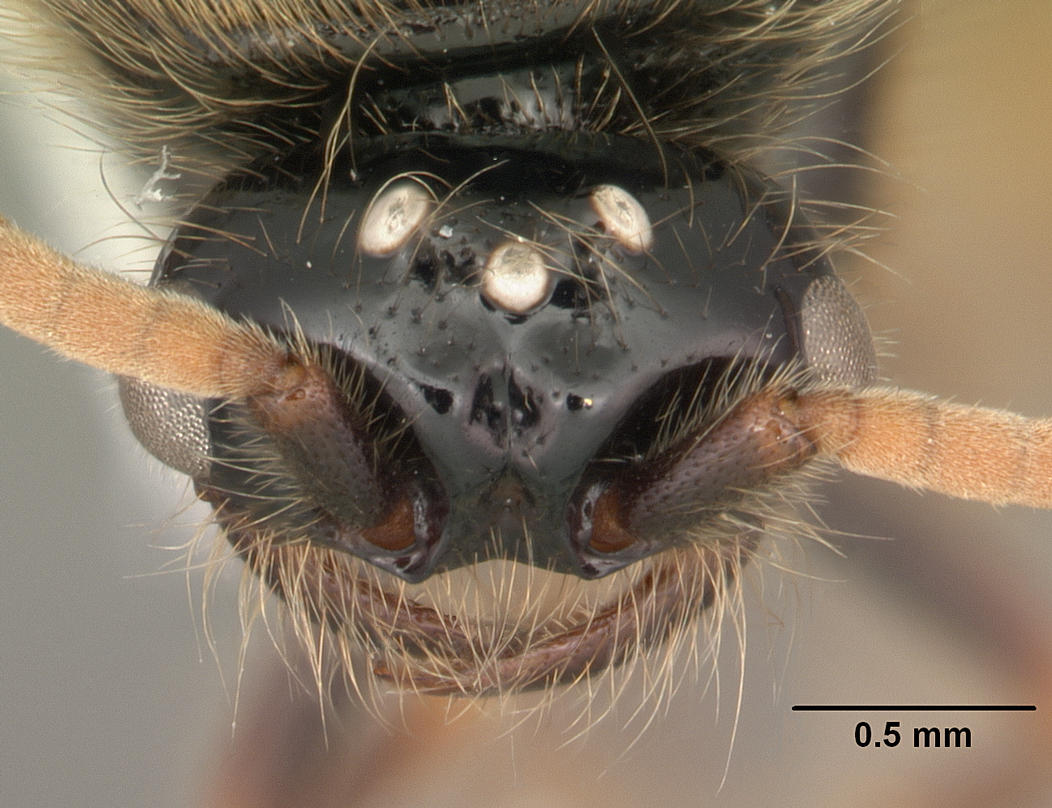
Самец (голова)
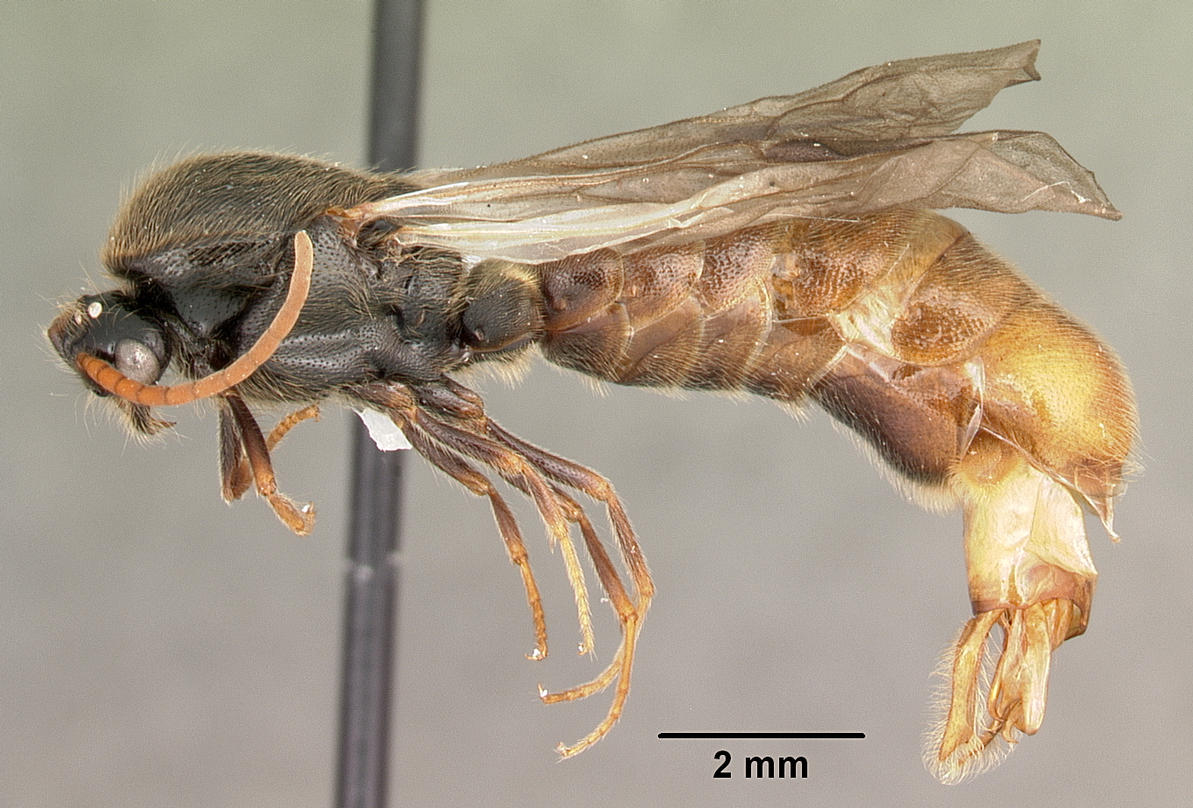
Самец (сбоку)
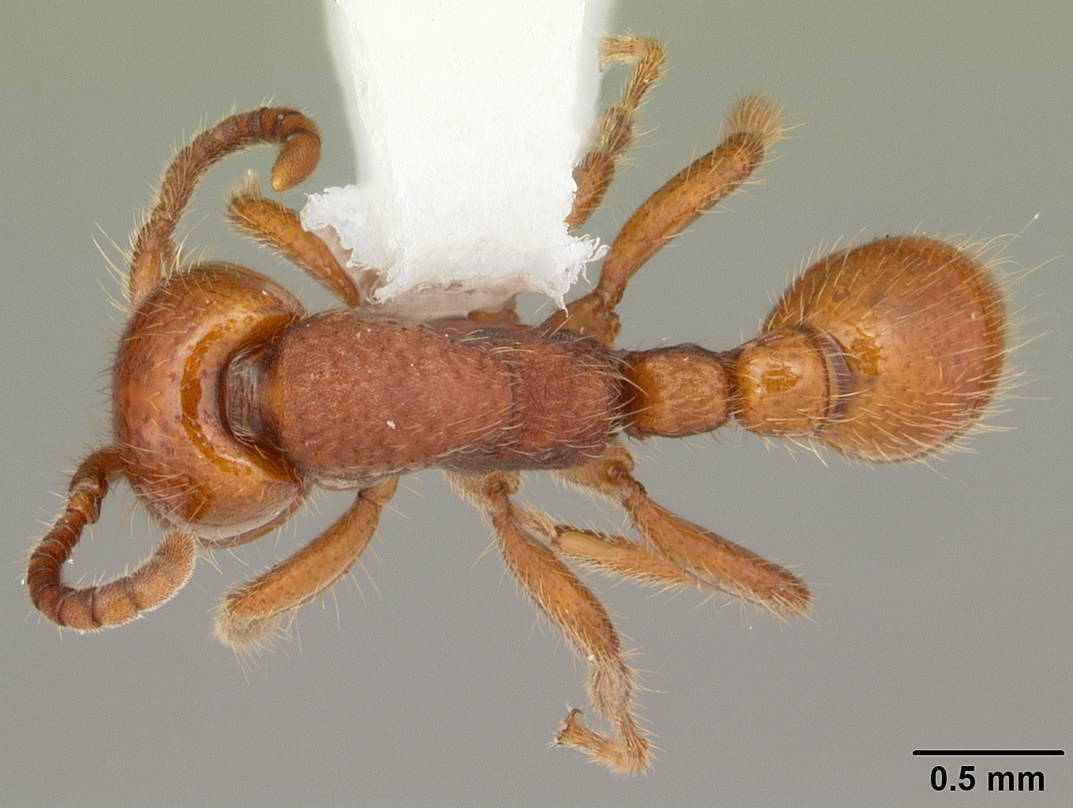
Рабочий (сверху)